# Броненосные крейсера типа «Минотавр»
Броненосные крейсера типа «Минотавр» — серия кораблей британского королевского флота, построенная в начале XX века. В королевском флоте числились крейсерами 1-го класса. Всего построено 3 единицы: «Минотавр» (Minotaur), «Шеннон» (Shannon), «Дифенс» (Defence). Стали развитием броненосных крейсеров типа «Уорриор». Все они принимали активное участие в Первой мировой войне. Предназначались главным образом для действий в качестве авангарда линейных сил. Последние броненосные крейсера британского флота. Новым типом крейсеров предназначенным главным образом для действий в качестве авангарда линейных сил стали линейные крейсера типа «Инвинсибл».

## Проектирование
Корабли типа «Минотавр» были последними броненосными крейсерами, построенными для Королевского флота. Они были крупнее своих предшественников и несли более сильное вооружение.

## Конструкция

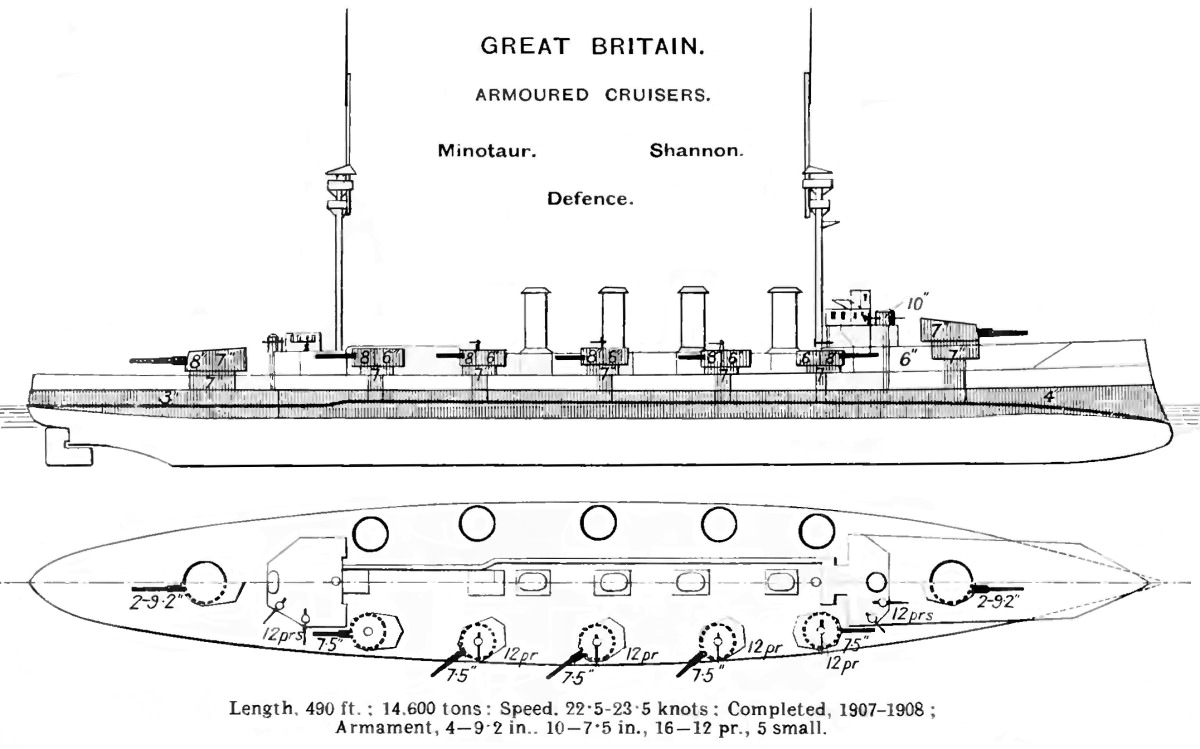
Броненосный крейсер «Минотавр». Схема.

Фактором, повлиявшим на внешней вид крейсеров, оказалась модная теория тех лет о необходимости незаметного силуэта. Ею увлеклись настолько, что на новых крейсерах трубы оказались ниже корабельного мостика. В результате не только дымом заволакивало приборы управления стрельбой, но и физически трудно было находиться на мостике. После модернизации высота труб была увеличена на рекордные 4,5 м.

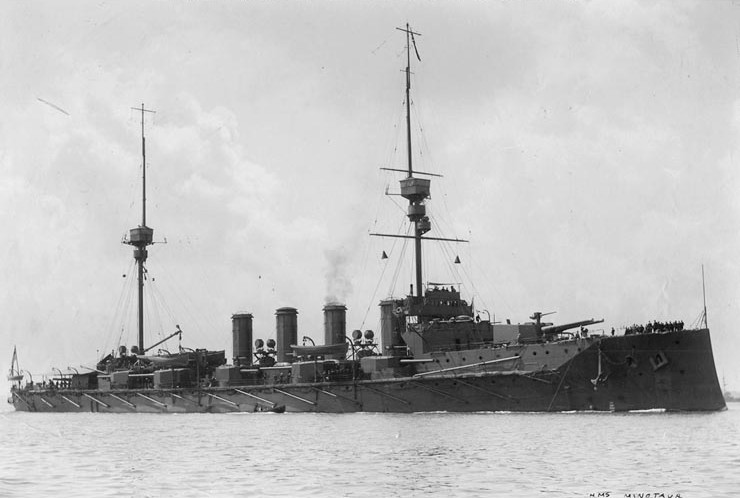
Броненосный крейсер «Минотавр»

### Корпус
Корпус «Шеннона» немного отличался от остальных, в будучи на один фут шире и имел осадку на один фут меньше.

### Силовая установка
Крейсера оснащены двумя 4-цилиндровыми машинами тройным расширения, каждая приводила в действие свой вал, которые имели общую мощность 27 000 индикаторных лошадиных сил и были рассчитаны на максимальную скорость 23 узлов (43 км / ч). Машины приводились в действие 24 водотрубными котлами Babcock & Wilcox на «Минотавре» и 24 Ярроу на «Шенноне» и «Динфесе». Рабочее давление пара было 275 фунтов за квадратный дюйм (19 атм.). Полного запаса угля хватало на 6700 морских миль на ходу 10 узлов (19 км/ч).
Полный запас угля 2090 т (2060 дл. т), нефти 760 т (750 дл. т).

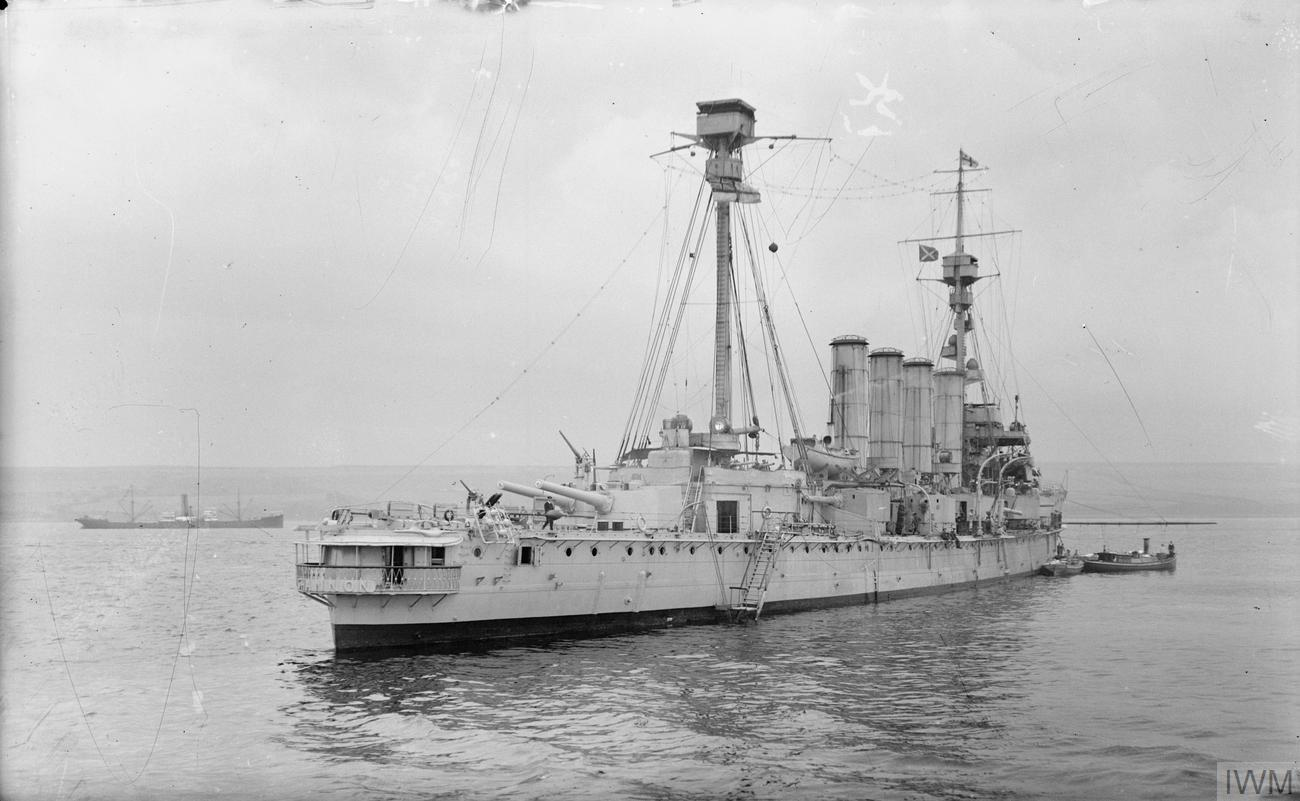
HMS Shannon после увеличения высоты труб

### Бронирование
Схема броневой защиты повторяла «Уорриор», но без 152 мм пояса между средней и верхней палубой. Лобовая часть орудийных башен ГК была 8-дюймовой (203-мм), и у них были 7-дюймовые (178-мм) бока и тыл. Лоб для 7,5-дюймовых башен был также восемь дюймов толщиной, но их стороны были только 6-дюймовыми (152-мм), а тыл 4,5-дюймовый (114-мм). Барбеты башен главного калибра имели толщину семь дюймов (178-мм), как и подъемники боеприпасов, которые между более нижней и главными палубами были двум дюйма. Толщина нижней палубы колебалась от 1,5 дюймов в плоской части до двух дюймов на скосе, примыкавшего к нижнему краю пояса. В оконечностях крейсера толщина палубы увеличивалась до двух дюймов. Стенки носовой боевой рубки были 10 дюймов толщиной, а кормовой боевой рубки — три дюйма.

### Вооружение
На кораблях стояли четыре 234-мм/50 (BL 9.2 inch Mk XI) пушки в двухорудийных башнях в носовой и кормовой части. Орудия стреляли двумя типами снарядов одинакового веса по 172 кг со скоростью 876 м / с. Орудия имели угол возвышения 15°, угол склонения −5°. Это позволяло вести огонь на 14 813 м. Боезапас каждого орудия состоял из 100 снарядов. Скорость стрельбы из этих орудий была до четырёх выстрелов в минуту. Крейсера использовали те же двухорудийные башни, что стояли броненосцах типа Lord Nelson, несмотря на увеличение веса, башни не стали облегчать, уменьшая толщину брони для использованию на крейсерах.
Средний калибр составляли десять 190-мм/50 орудий, все в одноорудийных башнях. На каждое орудие приходилось 100 выстрелов, в сумме 1000. Стволы орудий поднимались на 15° и опускались на 7,5°. Их 91 кг снаряды летели со средней скоростью 866 м/с на максимальную дальность 14 238 м при скорострельности четыре выстрела в минуту. Бортовой залп 234-мм и 190-мм орудий составлял 1143 кг.
Малый калибр составляли шестнадцать 12-фунтовых скорострельных орудий. Как и на «Дредноуте» 76 мм пушки размещались на надстройках и крышах башен, они наконец то пришли на смену бесполезным 47 мм пушечкам. Восемь из них размещёны на крышах 7,5-дюймовых орудийных башен, а остальные восемь в надстройке (четыре носовой и четыре кормовой) и делали до 15 выстрелов в минуту. Они выпустили 3-дюймовые (76 мм), 5,7 кг (12,6 фунта) снаряды при начальной скорости 810 м / с. Это давало максимальную дальность 8500 м при максимальном угле возвышения + 20 °.
Так же крейсера имели по пять 450 мм подводных торпедных аппаратов.

## Модернизации
Трубы были удлинены на 4,5 м в 1909 году для устранения задымления мостика. В 1915-16 годах 12-фунтовая зенитка была установлена на задней надстройке, а трехфунтовая — на квартердеке. В 1916 году к фок-мачте были добавлены подкрепления, чтобы выдерживать вес директора управления огнём.

## Служба
| Корабль             | Подрядчик          | Изготовитель машин | Дата            | Дата             | Дата           | Стоимость постройки |
| Корабль             | Подрядчик          | Изготовитель машин | Заложен         | Спущен на воду   | Введён в строй | (BNA 1914)          |
| ------------------- | ------------------ | ------------------ | --------------- | ---------------- | -------------- | ------------------- |
| HMS Minotaur (1906) | Devonport Dockyard | Hawthorn           | 2 Января 1905   | 6 Июня 1906      | 1 Апреля 1908  | £1 438 065 *        |
| HMS Shannon (1906)  | Chatham Dockyard   | Humphreys          | 2 Января 1905   | 20 Сентября 1906 | 10 Марта 1908  | £1 423 410 *        |
| HMS Defence (1907)  | Пембрук-Док        | Scotts S. & E. Co. | 22 Февраля 1905 | 24 Апреля 1907   | 9 Февраля 1909 | £1 383 744 *        |

* = estimated cost, including guns(оценочная стоимость, включая орудия)
Планируемый четвёртый корабль этого типа был отменен из-за финансовых затруднений, связанных с покупкой броненосцев типа «Суифтшюр».

## Оценка проекта
|                                              | «Цукуба»           | «Уорриор»         | «Минотавр»            | «Шарнхорст»         | «Рюрик II»                  | «Теннесси»         | «Пиза»            |
| -------------------------------------------- | ------------------ | ----------------- | --------------------- | ------------------- | --------------------------- | ------------------ | ----------------- |
| Заложен                                      | 1905               | 1904              | 1905                  | 1905                | 1905                        | 1903               | 1905              |
| Вступил в строй                              | 1907               | 1906              | 1908                  | 1907                | 1908                        | 1906               | 1909              |
| Размерения, м (Д×Ш×О)                        | 137,1×23×8         | 154×22,4×7,91     | 158,2×22,7×7,91       | 144,6×21,6×8,17     | 161,2×22,86×7,92            | 153,8×22,2×7,62    | 140,5×21,0×7,1    |
| Водоизмещение нормальное                     | 13 750 т           | 13 770 т          | 14 828 т              | 11 616 т            | 15 170 т                    | 14 500 ts          | 9832 т            |
| Полное                                       | 15 400 т           | 14 830 т          | 16 342 т              | 12 985 т            | 18 500 т                    | 15 715 ts          | 10 600 т          |
| Силовая установка                            |                    |                   |                       |                     |                             |                    |                   |
| Мощность номинальная, л. с. (скорость, узлы) | 20 500 (20,5)      | 23 500 (22¾)      | 27 000 (23)           | 26 000 (22,5)       | 19 700 (21)                 | 27 500 (22)        | 20 000 (23)       |
| Максимальная, л. с. (скорость, узлы)         | 20 736 (20,5)      | 23 705 (22,59)    |                       | 28 783 (23,6)       | 20 580 (21,43)              |                    | 20 808 (23,47)    |
| Дальность плавания, миль (на ходу, узлов)    |                    | 7960 (10)         | 2920 (20,5) 8150 (10) | 4800 (14) 5120 (12) |                             | 6500 (10)          | 2500 (12)         |
| Бронирование                                 |                    |                   |                       |                     |                             |                    |                   |
| Борт                                         | 178                | 152               | 152                   | 150                 | 152                         | 127                | 200               |
| Палуба                                       | 76                 | 38                | 38                    | 60                  | 38 + 25                     | 76                 | 130               |
| Башни                                        | 178                | 190               | 203                   | 170                 | 203                         | 229                | 180               |
| Вооружение                                   | 4×305-мм 12×152-мм | 6×234-мм 4×190-мм | 4×234-мм 10×190-мм    | 8×210-мм 6×150-мм   | 4×254-мм 8×203-мм 20×120-мм | 4×254-мм 16×152-мм | 4×254-мм 8×190-мм |